# 徐雲麗
徐 雲麗（じょ うんれい、簡体字表記: 徐云丽、ラテン翻記: Yunli Xu、女性、1987年8月2日 - ）は、中華人民共和国の元バレーボール選手。元中国代表。

## 来歴
福建省福州市出身。中国女子代表選手では趙蕊蕊に次ぐ高身長で知られる。2000年に福建バレーボールチームに加わり、2006年にナショナルチーム入りし、怪我で悩まされ欠場がちだった趙蕊蕊に代わりレギュラーとなった。
2008年、北京オリンピックでは銅メダルを獲得した。

## 球歴
- 三大大会
  - オリンピック - 2008年（銅メダル）、2012年（5位）、2016年（金メダル）
  - 世界選手権 - 2014年（銀メダル）
  - ワールドカップ - 2011年（銅メダル）

- その他大会
  - アジア競技大会 - 2006年（1位）
  - バレーボールワールドグランプリ - 2007年（2位）

## 受賞歴
- 2012年 - アジアカップ・バレーボール選手権 ベストブロッカー
- 2013年 - AVCアジアクラブ選手権 MVP、ベストブロッカー
- 2013年 - アジア選手権 ベストブロッカー